# EIF4F
eIF4F（eukaryotic translation initiation factor 4F，真核起始因子4F）是一种在真核翻译起始中发挥重要功能的复合物。
eIF4F由eIF4A、eIF4E、eIF4G三个起始因子组成。